# Omtxak
Omtxak (en rus: Омчак) és un poble (possiólok) de l'óblast de Magadan, a Rússia, que en el cens del 2010 tenia 956 habitants.